# Gare des Bordes
La gare des Bordes est une gare ferroviaire française des lignes d'Orléans à Gien et d'Auxy - Juranville à Bourges, située sur le territoire de la commune des Bordes, dans le département du Loiret, en région Centre-Val de Loire.
Elle est fermée au service des voyageurs depuis 1939.

## Situation ferroviaire
Établie à 119 mètres d'altitude, la gare des Bordes est située au point kilométrique 161,943 de la ligne d'Orléans à Gien entre les gares de Bray (à x km vers l'Ouest) et de Ouzouer - Dampierre (à x km vers l'Est) et au point kilométrique 42,035 de la ligne d'Auxy - Juranville à Bourges entre les gares de Lorris et de Sully-sur-Loire.

## Histoire
La gare, alors dénommée Sully - Les Bordes. est inaugurée le 3 novembre 1873 en accueillant des trains de la Compagnie du chemin de fer de Paris à Orléans (PO) sur la ligne d'Orléans à Gien. Des calèches assurent la liaison avec les communes voisines de Lorris et Sully-sur-Loire.
Une ligne d'intérêt local de Beaune-la-Rolande à la limite du Cher, en direction d'Argent, par ou près Bellegarde et Lorris a été concédée, à titre éventuel, par le conseil général du Loiret à messieurs le duc de Brissac, le comte de Constantin, de Mieulle et Isouard le 23 août 1872.
La loi du 17 juin 1874 a déclaré d'utilité publique la ligne d'Argent à Beaune-la-Rolande et a concédé définitivement celle-ci à M. de Mieulle qui fonde par la suite la Compagnie du chemin de fer de Bourges à Gien et d'Argent à Beaune-la-Rolande.
La ligne d'Argent à Beaune-la-Rolande dessert pour la première fois Les Bordes en 1878, année à laquelle les liaisons en calèche vers Lorris et Sully s'interrompent.
Deux compagnies ferroviaire desservent alors Les Bordes. Ne pouvant s'entendre sur l'exploitation d'un site commun, une deuxième gare est construite à l'arrière de la gare de la Compagnie du chemin de fer de Paris à Orléans déjà existante.
À la suite de la faillite de la compagnie de M. Demieulle, l'État rachète ses 2 lignes (convention du 26 mars 1881, validée par la loi du 3 août 1881) puis, le 20 novembre 1883, une loi entérine la convention provisoire du 28 juin 1883 passée entre le ministère des travaux publics et la Compagnie du chemin de fer de Paris à Orléans à qui est concédée la ligne d'Argent à Beaune-la-Rolande passant par la gare des Bordes.
Les deux lignes sont raccordées à l'entrée ouest de la gare.
La gare des Bordes se développe alors. Un buffet et une bibliothèque sont installés et la gare accueille vingt-trois départs de trains voyageurs par jour.
En 1914, la gare emploie neuf agents de gare, six chauffeurs et mécaniciens, huit agents de la voie et un chef de district.
Le bâtiment voyageur de la Compagnie du chemin de fer de Paris à Orléans est détruit par les bombardements de la Seconde Guerre mondiale. Le bâtiment voyageur de la ligne d'Argent à Beaune-la-Rolande subsiste et a été converti en habitation.
Les deux lignes ferroviaires ayant desservies la gare des Bordes sont aujourd'hui fermées au trafic de voyageurs. La  ligne ferroviaire reliant Orléans à Gien est fermée au service voyageurs le 15 mai 1939. La section Beaune-la-Rolande - Argent-sur-Sauldre est fermée puis déferrée entre Beaune-la-Rolande et Les Bordes. Des trains de marchandises en provenance d'Orléans ne circulent plus depuis 2011 sur cette ligne entre Les Bordes et Aubigny-sur-Nère.